# جورج سيدني ألدريدغ
جورج سيدني ألدريدغ (بالإنجليزية: George Sydney Aldridge)‏ هو شخصية أعمال أسترالي، ولد في 23 يوليو 1847، وتوفي في 21 أغسطس 1911.